# Libohova
Libohova (albanisch auch Libohovë) ist eine Kleinstadt im südlichen Albanien. Der Ort, der lediglich 1600 Einwohner hat (Volkszählung 2023), gehört zum Qark Gjirokastra. Libohova liegt an den Abhängen des Shëndëll-Lunxhëria-Buretoja-Gebirgszugs unterhalb der Buretoja (1763 m ü. A.) nordöstlich über dem Drinotal. Nach Süden hin ist die griechische Grenze kaum 15 Kilometer Luftlinie entfernt.

## Ortsbild

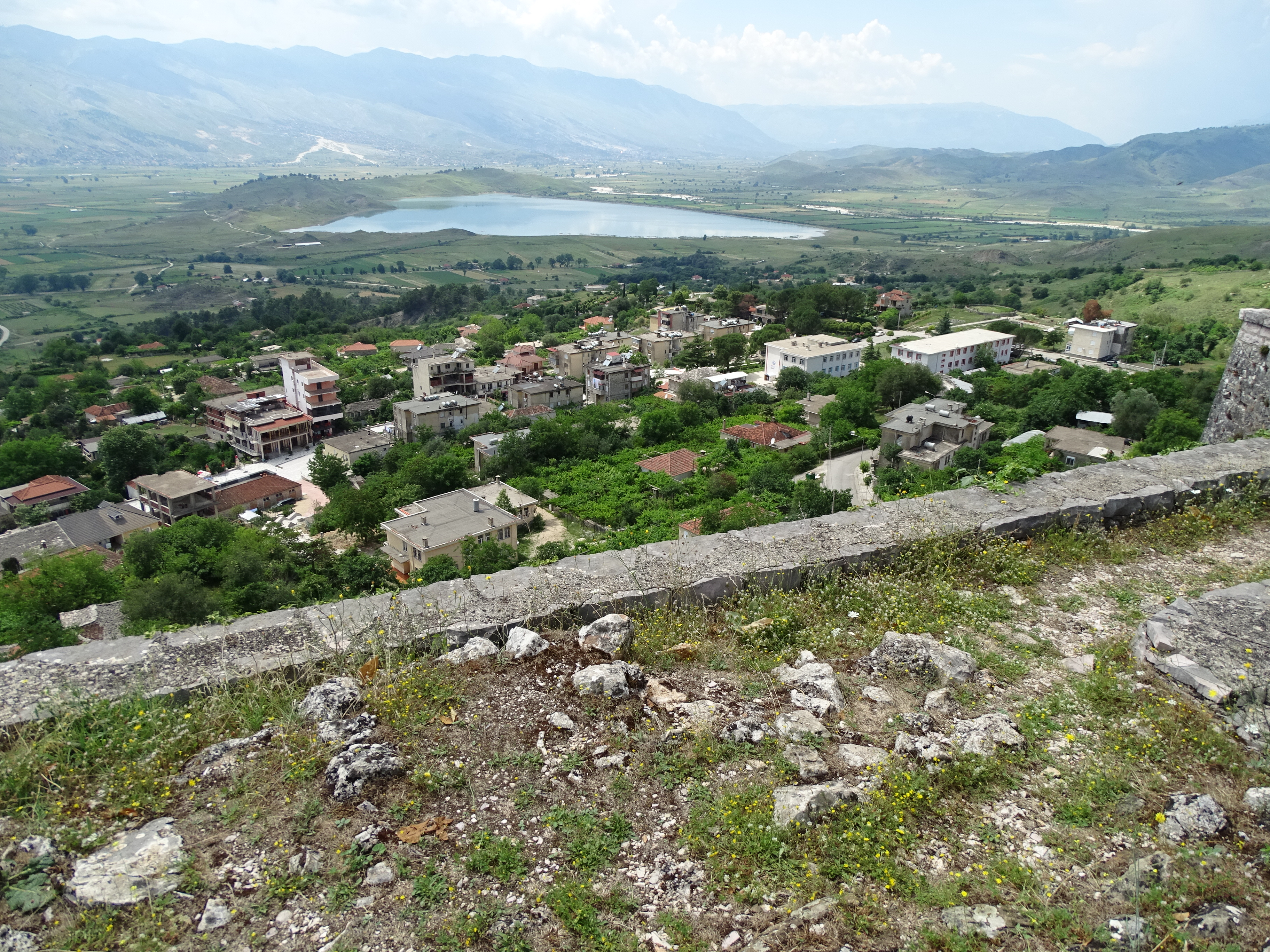
Blick von der Burg über die Stadt

Die in früheren Zeiten viel größere Stadt hat heute ein eher ländliches Gepräge. Im Zentrum gibt es einen lang gestreckten Boulevard, dessen Bebauung vorwiegend aus der kommunistischen Zeit (1944–1990) stammt. Ein älterer Gebäudekomplex aus dem 19. Jahrhundert war der Wohnsitz der örtlichen Herrscherfamilie. Am Ende des Boulevards steht eine riesige, über 500 Jahre alte Platane, die einer der größten Bäume ihrer Art in Europa sein soll. Das bemerkenswerteste Gebäude der Stadt ist eine um 1800 errichtete Bergfestung. Das übrige Stadtgebiet wird von Bauernhöfen eingenommen, zwischen denen sich weite Brachflächen und Gärten erstrecken. Hier und dort sind noch Ruinen der früheren Bebauung zu sehen.

## Geschichte
Erstmals erwähnt wurde der Ort 1431/32. Im 17. Jahrhundert war die Stadt auf 200 Häuser angewachsen.
Nach Libohova ist die Adelsfamilie benannt, die hier über Jahrhunderte die lokalen Herrscher gestellt hat und deren Mitglieder wie Eqrem Bej Libohova bis in die Zwischenkriegszeit eine bedeutende Rolle in der albanischen Politik gespielt haben.
Ihre Blütezeit erlebte die Stadt im 19. Jahrhundert. An dessen Anfang gingen die Libohovas eine Allianz mit Tepedelenli Ali Pascha ein, der in jener Zeit ganz Epirus beherrschte. Ali Pascha verheiratete eine seiner Schwestern nach Libohova und hielt fortan seine Hand über die Stadt, die zu einem bedeutenden Marktort der Region wurde. Er ließ auch die Festung erbauen, eine rechteckige Anlage von 50 auf 70 Metern. Der Ort zählte damals mehr als 15.000 Einwohner. Auch nach dem Fall ihres mächtigen Beschützers konnte die Libohova-Familie ihrer Stadt noch einige Jahrzehnte lang eine gute Entwicklung sichern. In der ersten Hälfte der 1870er wurde hoch über der Stadt ein Uhrturm errichtet.
Ende des 19. Jahrhunderts begann der Niedergang, und die Abwanderung setzte ein. Letztere konnte selbst in kommunistischer Zeit durch Repressionen nur verlangsamt werden und hat nach der politischen Wende 1990 wieder stark zugenommen.
Im Zweiten Weltkrieg war Libohova ein Zentrum der kommunistischen Partisanenbewegung. Der Ort konnte bereits im Februar 1943 befreit werden, während das nahe gelegene Gjirokastra noch über ein Jahr länger von den Deutschen besetzt war.

## Gemeinde
Bis 2015 umfasste die Gemeinde (bashkia) Libohova nur die Stadt. Dann wurden auch die umliegende Gemeinde Qendër Libohova und die nördlich in den Bergen liegende Gemeinde Zagoria eingegliedert. Libohova, Qendër und Zagoria sind Njësitë administrative (Verwaltungseinheiten) der Bashkia Libohova.
Die Gemeinde hat 2765 Einwohner (Volkszählung 2023). In den zwölf Jahren seit der Volkszählung 2011 hat sie einen Viertel der Bevölkerung verloren. Gemessen an der Einwohnerzahl ist sie die zweitkleinste Gemeinde des Landes.
| Name            | Einwohner 2023 | Einwohner 2011 |
| --------------- | -------------- | -------------- |
| Libohova        | 1599           | 1992           |
| Qendër Libohova | 901            | 1264           |
| Zagoria         | 265            | 411            |
| Total           | 2765           | 3667           |

## Persönlichkeiten
- Myfit Libohova (1876–1927), Politiker
- Avni Rustemi (1895–1924), Pädagoge und Politiker